# Safim
Safim ist eine Kleinstadt im Westen Guinea-Bissaus mit 2705 Einwohnern (Stand 2009). Sie ist Sitz des gleichnamigen Sektors mit einer Fläche von 175 km² und etwa 17.000 Einwohnern.
Die wichtigste Überlandstraße Guinea-Bissaus führt von der Hauptstadt Bissau durch Safim, wo sie in die Landesteile Kontinental-Guinea-Bissaus nach Norden einerseits und nach Osten und Süden andererseits abzweigt. Straßenstände prägen die Ortsmitte.

## Gliederung
Der Sektor umfasst 41 Ortschaften, überwiegend ländliche Dörfer (Tabancas).
Die Stadt Safim ist in drei Ortsteile (Bairros) gegliedert. Zu den wichtigsten Orten im Sektor zählen außerdem:
- Bissaguel
- Blom
- Cumano
- Insalma
- Intussa (auch Ntus geschrieben)
- Djal (Reino de Djal)

## Söhne und Töchter der Stadt
- Rafael Barbosa (1924–2007), Politiker, Widerstandskämpfer, Mitbegründer der PAIGC und späterer Dissident